# 山南道 (高麗)

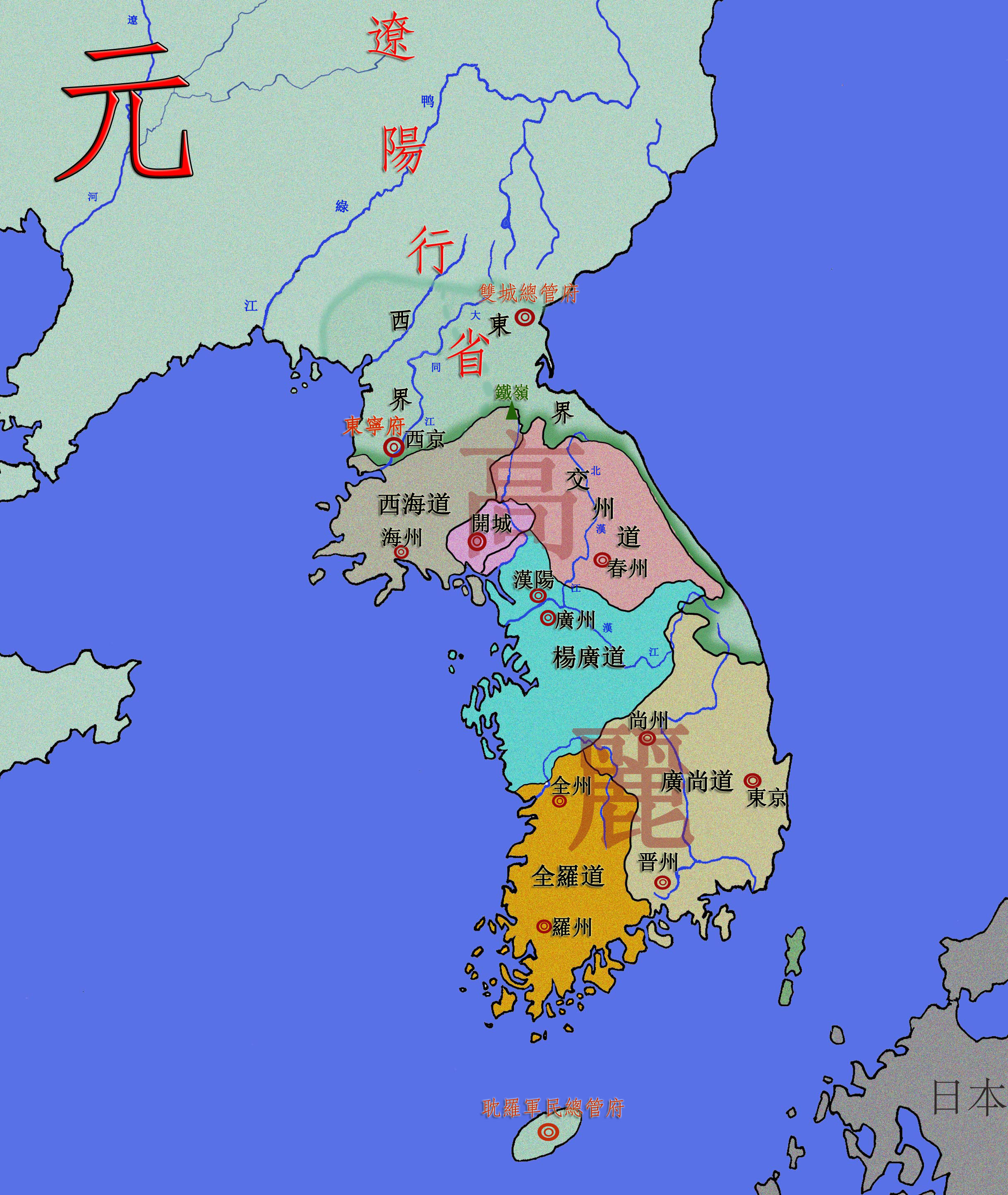
高麗行政區劃

山南道 是高麗王朝设立的道，領晉陜等十州三十七縣 （實三十一縣，今庆尚南道西部）。